# الضراوي (امزاورو)
الضراوي هو دُوَّار يقع بجماعة سيدي أحمد الشريف، إقليم وزان، جهة طنجة تطوان الحسيمة في المملكة المغربية. ينتمي الدوّار لمشيخة امزاورو التي تضم 5 دواوير. يقدر عدد سكانه بـ 131 نسمة حسب الإحصاء الرسمي للسكان والسكنى لسنة 2004.

## روابط خارجية
- البوابة الوطنية للجماعات الترابية
- المندوبية السامية للتخطيط